# Myiarchus crinitus

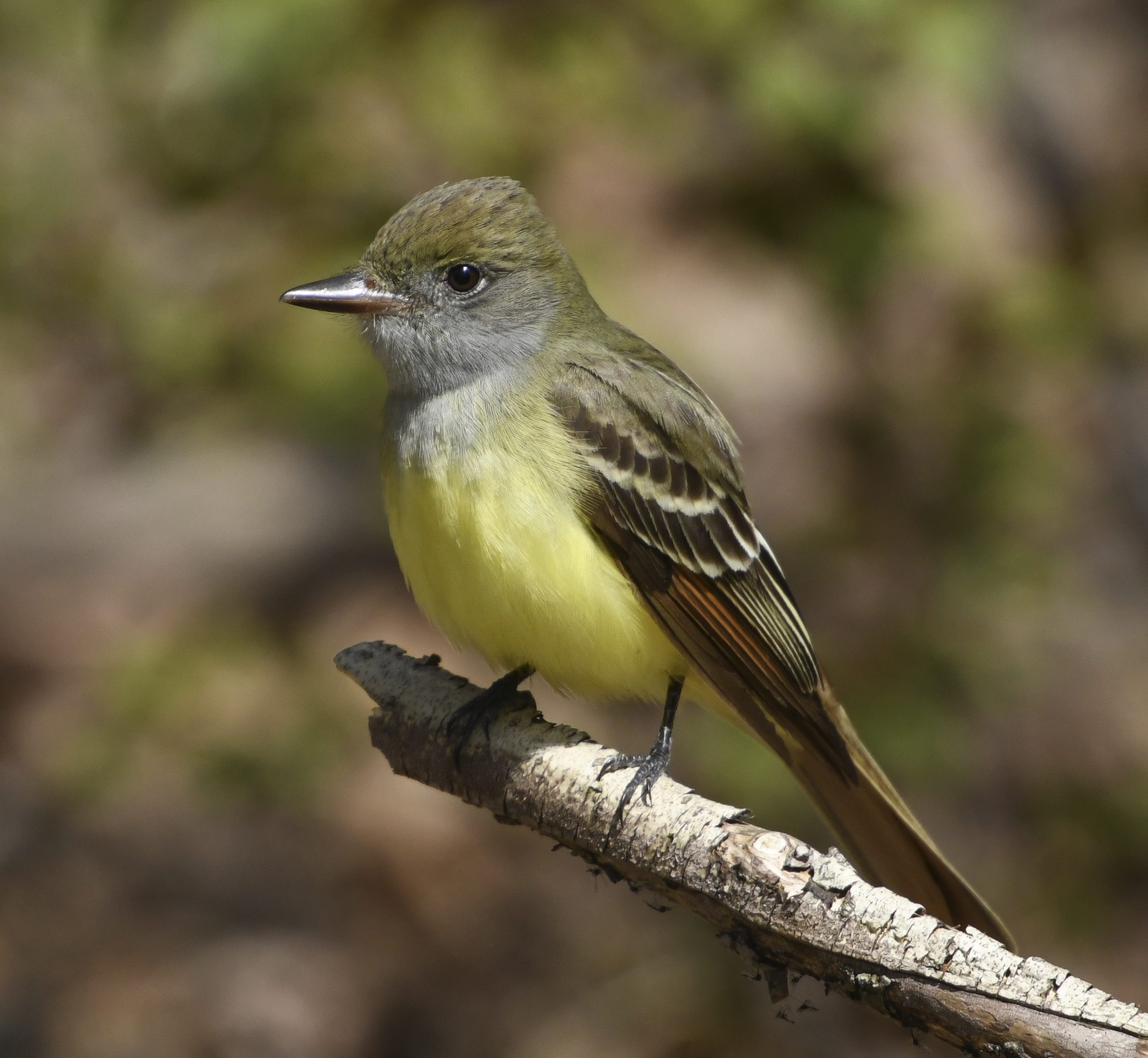

Myiarchus crinitus là một loài chim trong họ Tyrannidae.